# Алегейни
Алегейни (на английски: Allegheny Plateau) е плато, представляващо североизточната част на Апалачкото плато, съставна част на Апалачите, в САЩ, разположено на територията на щатите Пенсилвания (43%), Ню Йорк (38%) и Западна Вирджиния (19%). Простира се от югозапад на североизток на протежение от 640 km, ширината му е от 50 до 300 km, а площта му е 129 282 km². Височината му варира от 600 m на северозапад до 1482 m (връх Спърс Кноб) на югоизток, където придобива характер на планина. Изградено е предимно от палеозойски варовици. Повърхността му е силно разчленена от дълбока и гъста мрежа от речни долини (предимно леви притоци на река Охайо). Източната му част завършва със стръмен откос (т.нар. Фронт Алегейни) с височина до 300 m. Склоновете му са покрити с широколистни гори. На територията на щата Пенсилвания се разработват големи находища на каменни въглища.